# Alma (Géorgie)
Pour les articles homonymes, voir Alma.
Alma est une ville de Géorgie, aux États-Unis. Il s'agit du siège du comté de Bacon.

## Démographie
| 1910 | 1920  | 1930  | 1940  | 1950  | 1960  |
| ---- | ----- | ----- | ----- | ----- | ----- |
| 458  | 1 061 | 1 235 | 1 840 | 2 588 | 3 515 |

| 1970  | 1980  | 1990  | 2000  | 2010  | - |
| ----- | ----- | ----- | ----- | ----- | - |
| 3 756 | 3 819 | 3 663 | 3 236 | 3 466 | - |

## Personnalité
Harry Crews (1935-2012), écrivain.